# Johann Dietrich Wehrenbold
Johann Dietrich Wehrenbold (* 15. Dezember 1817 in Lünen; † 1. September 1893 in Gladenbach) war ein deutscher Unternehmer und Mitglied des Provinziallandtages der Provinz Hessen-Nassau.

## Leben
Johann Dietrich Wehrenbold  wurde als Sohn des Gastwirts Johann Carl Wehrenbold (1787–1857) und dessen Ehefrau Theodore Friedericke Dieckenhoff (1786–1864) geboren.
1849 wurde in Gladenbach die Gewerkschaft Aurora, Nickel-Erz-Hütte gegründet, an der Wehrenbold beteiligt war. 1887 wurde er gemeinsam mit seinem Sohn Johannes Alleineigentümer des Unternehmens. In diesem Jahr wurde der Betrieb auf Eisenguss umgestellt. Die Firma nannte sich fortan WESO-Aurorahütte J. D. Wehrenbold & Sohn und entwickelte sich zu einem bedeutenden Unternehmen in der Metallindustrie.
Er war politisch aktiv und 1874/1875 Mitglied des Kreistages des Hinterlandkreises.
In den Jahren von 1878 bis 1883 hatte er für den Wahlkreis Biedenkopf ein Mandat für den Provinziallandtag der preußischen Provinz Hessen-Nassau, wo er Mitglied des Eingaben- und Rechnungsprüfungsausschuss war.
Zugleich hatte er einen Sitz im Nassauischen Kommunallandtag.